# Petición francesa contra las leyes de edad de consentimiento
En 1977, se envió una petición al parlamento francés pidiendo la derogación de varios artículos de la ley sobre la edad de consentimiento sexual y la despenalización de todas las relaciones consentidas entre adultos y menores de quince años (la edad de consentimiento en Francia en ese momento). Unos ochenta intelectuales franceses, incluyendo a Louis Aragon, Michel Foucault, Jean-Paul Sartre, Jacques Derrida, Louis Althusser, Roland Barthes, Simone de Beauvoir, Gilles Deleuze, Félix Guattari, Michel Leiris, Alain Robbe-Grillet, Philippe Sollers, Jacques Rancière, François Châtelet, Jean-François Lyotard, Francis Ponge, y varios destacados médicos y psicólogos destacados, firmaron la petición.
En 1979 se publicaron dos cartas abiertas en los periódicos franceses defendiendo a las personas detenidas bajo cargos de estupro, en el contexto de la abolición de las leyes sobre la edad de consentimiento.

## Antecedentes
Michel Foucault argumentó que los niños pueden dar su consentimiento a las relaciones sexuales, diciendo que asumir "que un niño es incapaz de explicar lo sucedido y fue incapaz de dar su consentimiento son dos abusos que son intolerables, bastante inaceptables". Foucault, Sartre y periódicos como Libération y Le Monde defendieron cada uno la idea de las relaciones sexuales entre niños y adultos.

## La petición
La petición versaba sobre tres penalizaciones criminales que los firmantes alegaban no se ceñían al cambio en las costumbres sociales francesas: la seducción de menores; las relaciones sexuales con menores de quince años de edad; y la prohibición a la homosexualidad entre menores de entre quince y dieciocho años.
Michel Foucault afirmó que la petición fue firmada por él mismo, por el novelista y activista gay Guy Hocquenghem, el actor, dramaturgo y jurista Jean Danet, la pediatra y psicoanalista infantil Françoise Dolto y también por personas pertenecientes a una amplia gama de cargos políticos.
El 4 de abril de 1978, una conversación que detalla las razones de sus posiciones proabolicionistas fue transmitida por la radio France Culture en el programa "Dialogues". Los participantes, Michel Foucault, Jean Danet y Guy Hocquenghem, habían firmado la petición de 1977, junto con otros intelectuales. Creían que el sistema penal estaba reemplazando la pena de los actos delictivos por la creación de la figura del individuo peligroso para la sociedad (independientemente de cualquier delito real), y predijeron que vendría una "sociedad de peligros". También han definido la idea de consentimiento legal como una noción contractual y una "trampa", ya que "nadie hace un contrato antes de hacer el amor". La conversación se publicó como "La ley del pudor" y luego se reimprimió como "El peligro de la sexualidad infantil".

## Publicación de cartas abiertas
Una carta abierta firmada por 69 personas, entre ellas Michel Foucault, Roland Barthes, Jacques Derrida, Françoise Dolto, Philippe Sollers, Alain Robbe-Grillet y Louis Aragon se publicó en Le Monde, en vísperas del juicio de tres franceses, (Bernard Dejager, Jean-Claude Gallien y Jean Burckardt), todos acusados de tener relaciones sexuales con chicas y chicos de 13 y 14 años. Dos de ellos se encontraban en custodia temporal desde 1973 y la carta se refería a este hecho como escandaloso. La carta alegaba que existía una desproporción entre la calificación de sus actos como delito y la naturaleza de los hechos reprochados, y también una contradicción ya que los adolescentes en Francia eran plenamente responsables de sus actos desde los 13 años. El texto también opinó que si las chicas de 13 años en Francia tenían derecho a recibir la píldora, luego también deberían poder dar su consentimiento, defendiendo el derecho de "las niñas de 12 y 13 años" a "tener relaciones con quienquiera que elijan".
Una carta similar fue publicada en el periódico Libération en 1979, apoyando a Gérard R., un criminal sexual infantil acusado que esperaba su juicio durante dieciocho meses, firmada por 63 personas, afirmando que Gérard R. vivía con niñas de 6 a 12 años y que estaban contentas con la situación. La carta fue posteriormente reproducida en el periódico L'Express, en el número del 7 de marzo de 2001.